# Daimler SP250
Daimler SP250 - спортивний автомобіль, що вироблявся британським виробником автомобілів Daimler Motor Company між 1959 і 1964 роками.

## Опис
У 1950-х роках Daimler зрозумів, що їм буде важко вижити, просто будуючи свої традиційні, консервативно розроблені розкішні машини. Намагаючись розширити асортимент, компанія розробила невеликий спортивний автомобіль, з яким інші британські виробники мали успіх на важливому американському ринку.
Автомобіль був представлений на автосалоні в Нью-Йорку в 1959 році під назвою Daimler Dart, але після того, як корпорація Chrysler оголосила, що володіє правами на назву моделі Dart, назва була змінено на Daimler SP250. Автомобіль був побудований на окремій рамі, яка була дуже схожа на Triumph TR3. Він мав старомодну жорстку задню вісь, підвішену на поздовжніх листових пружинах, але гальма були дуже сучасними з дисками навколо. Оскільки вони не очікували такого великого щорічного виробництва, Daimler вирішив заощадити на дорогих прес-інструментах, і замість цього корпус був виготовлений із армованого скловолокном пластика. Двигуном був невеликий V8, розроблений Едвардом Тернером. Він мав напівсферичні камери згоряння та клапани, керовані штовхачем, а також був доступний у більшій версії для лімузину Daimler Majestic.
Оскільки Daimler був придбаний компанією Jaguar в 1960 році, SP250 виявився винятком. Модель конкурувала з власними спортивними автомобілями Jaguar, і виробництво було завершено на початку 1964 року. Однак двигун жив у 2-літровій моделі на базі Jaguar.

## Двигун
- 2.5 l V8 140 к.с.